# Eduardo Valle "El Búho"
Miguel Eduardo Valle Espinosa, mejor conocido como Eduardo "El Búho" Valle (Ciudad de México 10 de marzo de 1947-Matamoros, Tamaulipas, 3 de mayo de 2012) fue un periodista, escritor y político mexicano. Líder del movimiento del 68, dirigente del PMT, y el primero en dar a la luz pública la existencia del Cartel del Golfo y su operatividad en una docena de estados más. En 1994 nombró al estado político y económico de México como “narcodemocracia” y en 2003 se refirió a él como “narcoestado”.

## Biografía
Su madre, Celia Espinosa Díaz, fue maestra de primaria y su padre, Cosme Valle Miller, trilingüe y estudioso de la antropología.
El Búho, de baja estatura, contextura grande, con grandes lentes y siempre con un libro bajo el brazo, fue a la escuela primaria en la colonia Balbuena y al graduarse entró a la Preparatoria Dos - Universidad Nacional Autónoma de México (UNAM), donde cursó la secundaria y la preparatoria. 
Junto con su siempre amigo, Joel Ortega Juárez, se unió a la Juventud Comunista de México.  
Íntimamente ligado a Sinaloa por su familia paterna, en 1965, junto a Liberato y Rito Terán Olguín, Jorge Medina Viedas, Jesús Michel Jacobo, y otros destacados universitarios luchó por la autonomía universitaria y propusieron una nueva ley orgánica para la Universidad Autónoma de Sinaloa (UAS). Eduardo Valle fue integrante de la dirección de la Federación de Estudiantes de la Universidad de Sinaloa (FEUS), siendo presidente Jesús Michel Jacobo.
En 1967 regresa a la Ciudad de México a las filas de la Juventud Comunista y entre Marcelino Perelló, Gilberto Guevara, con apoyo de La Chata Campa (hija de Valentín) y de Raúl Álvarez Garín, la Juventud Comunista recuperó prestigio y liderazgo. Por lo que se convirtieron en una de las fuerzas políticas principales en el campus universitario, la más coherente y organizada. 
En el mes de marzo de 1968 ganó el primer lugar en poesía en los VI Juegos Florales de la UAS con el poema “Oraciones Nocturnales” y después de pasar algunos meses en Sinaloa, regresa a la Ciudad de México. Contrajo matrimonio con Rosa María Padilla con quien tuvo tres hijas.

### Consejo Nacional de Huelga
A sus 21 años, en julio de 1968, se suma al Movimiento Estudiantil y se convierte en uno de los oradores más destacados, participa en el comité de lucha de Economía de la UNAM y es representante de al Escuela de Economía de la UAS. Fue uno de los tres delegados de la Facultad de Economía al Consejo Nacional de Huelga.

### Marcha del Silencio
El 13 de septiembre de ese mismo año en la Marcha del Silencio, en la que miles de personas, estudiantes, maestros, amas de casa, campesinos y trabajadores se dieron cita. Fue el orador final, bajo un discurso libertario… 
“... cuando se conoce lo dulce de la libertad, jamás se olvida, y se lucha incansablemente por nunca dejarla de percibir, porque ella es la esencia del hombre, porque solamente el hombre se realiza plenamente cuando se es libre y en este movimiento miles hemos sido libres, verdaderamente libres…”
“Somos conscientes de nuestra fuerza y también de nuestra debilidad, nuestro poder radica en la justicia de nuestras demandas, en el apoyo de los trabajadores y en las razones que históricamente nos asisten”
“El silencio en que hemos marchado es nuestro fuerte grito de protesta, este silencio es mucho más elocuente que las palabras violentadas ayer por las bayonetas. Ante el silencio de las autoridades que aparentan no escuchar, esta marcha es la respuesta, el silencio contenido por la cólera contenida que es producto de la injusticia, de la injusticia y la soberbia. Nuestra marcha es la respuesta responsable y la demostración de la razón de nuestra causa”
“Somos conscientes de que el poder gubernamental puede destruirnos usando sus tanques y sus soldados, pueden masacrar a los estudiantes y al pueblo, pero nunca, nunca podrán doblegarnos…”

### Tlatelolco, campo militar número uno y Lecumberri
La tarde del 2 de octubre de 1968, no alcanzó a pronunciar el último discurso -el que daría la línea del CNH-. Desde el edificio Chihuahua, presenció la matanza que se realizó contra los estudiantes. 
Lo detuvo el ejército y lo recluyó en el campo militar número uno, para ser trasladado después al Palacio de Lecumberri en donde pasó más de dos años. Ahí se le retuvo como preso político desde 1968 junto con Raúl Álvarez Garín, Luis Tomás Cervantes Cabeza de Vaca, Félix Lucio Hernández Gamundi, Gilberto Guevara Niebla, Salvador Martínez de la Roca (el Pino), Florencio López Osuna, y Luis González de Alba, entre otros.
En la cárcel convivió con José Revueltas, Eli de Gortari, Heberto Castillo y otros intelectuales revolucionarios. en la audiencia previa constitucional, Valle y José Revueltas defendieron política e intelectualmente al movimiento estudiantil. Se puede consultar en el famoso cuadernillo Tiempo de Actuar. lo que convirtió a sus presos en presos políticos. Estuvo en prisión hasta 1971 para después salir del país hacia Perú y luego llegar a Chile, junto con varios de sus compañeros de lucha.

### Jueves de Corpus
Regresó a México en el año de mayo de 1971, cuando Luis Echeverría Álvarez era presidente. El Búho Valle se enfrentó de nuevo al sistema político el 10 de junio, llamado el día Jueves de Corpus, cuando el gobierno volvió a reprender y asesinar a los estudiantes. El Maestro de Economía de la UNAM, Eliezer Morales Aragón, le ayudó a ponerse a salvo de la persecución del grupo de los halcones que venían por él.

### PMT, PMS y PRD
En 1974 se incorporó al Partido Mexicano de los Trabajadores (PMT), dirigido por Heberto Castillo y Demetrio Vallejo, junto a Adela Salazar, Armando Castillejos Luis Tomás Cervantes Cabeza de Vaca y Javier Santiago Castillo. Miguel Eduardo Valle tuvo el cargo de presidente del Comité Estatal del DF, luego secretario de Relaciones Exteriores del Comité Nacional. 
Fue diputado federal por este partido en la LIII legislatura de 1985 a 1988. Fue el primer diputado que rompió con el protocolo y entró al Congreso de la Unión en chamarra, mezclilla y tenis. Siendo un diputado de oposición, congruente con sus ideales, fue uno de los más contestatarios en los discursos presidenciales, en los discursos y debates con los diputados priistas y uno de los más críticos y activos en la legislatura, ya que formó parte de la pequeña oposición de la izquierda mexicana.
A partir del registro reconocido por las leyes mexicanas del PMT y los integrantes del Partido Comunista, en 1988 se crea el Partido Mexicano Socialista. En 1989, Eduardo Valle rompió su relación política con sus dirigentes y compañeros de lucha como Heberto Castillo, al modificarse este como PRD, por considerar incongruente que Porfirio Muñoz Ledo se sumara a dirigir este último partido, cuando enalteció a Gustavo Díaz Ordaz luego de la represión estudiantil en 1968.

### Periodismo
Fue secretario general de la Unión de Periodistas Democráticos de 1989 a 1990.
A principios de 1993 fue asesor del procurador General de la República, Jorge Carpizo. Y fue ejemplo de que la procuración de justicia por parte de la sociedad civil puede ser la diferencia.
El Búho Valle fue el primero en dar a la luz pública la existencia del cártel del Golfo, con sede en Tamaulipas y presencia operativa en una docena de estados más, bajo la dirección de Juan García Abrego. 
Gracias a la información que recabó Valle, se logró desmantelar toda la estructura financiera de Juan García-Ábrego, que en ese tiempo era el líder de esa organización criminal. García-Ábrego fue detenido con posterioridad. Además hizo una de las primeras investigaciones más minuciosas, valientes, arriesgadas y peligrosas que se han hecho sobre una estructura criminal en México.
A principios de 1994 el presidente Carlos Salinas de Gortari nombró a Jorge Carpizo secretario de Gobernación y el Búho Valle dejó la PGR con un enorme desencanto. 
En esta institución conoció los secretos del narcotráfico y de las mafias que en México y Estados Unidos lo controlan. En ese mismo año dio a conocer que detrás del asesinato del candidato a la Presidencia por el Partido Revolucionario Institucional (PRI), Luis Donaldo Colosio, existía una red de narco políticos. Inclusive denunció a funcionarios supuestamente relacionados con el narcotráfico. Sin embargo, su paso por la PGR fue una señal de que combatir el crimen no tiene que ser tarea de carniceros sino de inteligencia, la cual juega un papel preponderante.
Miguel Eduardo Valle escribió varios libros, uno de ellos es El segundo disparo: la narco democracia mexicana, en el que denunció que los planes políticos de Carlos Salinas de Gortari, la muerte de Luis Donaldo Colosio y la narco democracia son piezas de un mismo rompecabezas.
Durante algunos años residió exiliado en Estados Unidos por amenazas de los cárteles de la droga contra su vida, por su trabajo como asesor del procurador Carpizo. Después vivió en Matamoros hasta sus últimos días como periodista.
Desde 1995 colaboró como articulista para la Agencia Nacional de Noticias, dirigida por Francisco Salinas, quien distribuyó su columna La Cuadratura del Círculo a los periódicos El Debate de Culiacán, Mazatlán, Los Mochis, Guasave y Guamúchil. Además de Tribuna de Campeche y Por Esto! de Mérida, Yucatán. También lo hizo con su otra columna, Los Buenos Vecinos.
Fue columnista del periódico El Universal desde los años 80, al igual que en el periódico de El Financiero, colaborador del Diario Z de Tijuana y del Istmo de Coatzacoalcos, Veracruz, y de Vanguardia, de Saltillo, Coahuila.

### Fallecimiento
Miguel Eduardo Valle Espinosa falleció el 3 de mayo de 2012 a las 13:20 horas en el Hospital Pumarejo en la ciudad de Matamoros de un choque séptico multiorgánico tras agravarse una neumonía y el cáncer del hígado que padecía desde el año 2007. Su esposa Rosa María Padilla falleció el 14 de octubre de 2016.

## Libros
Estos son los libros que publicó:
- "Sobre el movimiento del 68", UAS;
- "El nuevo Artículo 27 constitucional"[4]
- "El Segundo Disparo: la narco democracia mexicana"
- "El año de la rebelión por la democracia"
- "Allende: cronología de la unidad popular de 1974"
- "Escritos sobre el movimiento de 1968 en 1983"